# اورد (نبراسکا)
اورد(به انگلیسی: Ord) شهری در ایالت نبراسکا کشور ایالات متحده آمریکا است که جمعیت آن در سرشماری سال ۲۰۱۰ میلادی، ۲٬۱۱۲ نفر بوده‌است.